# Tuyến Hanam
Tuyến Hanam (Tiếng Hàn: 하남선, Hanja: 河南線) là tuyến đường sắt diện rộng kết nối Ga Sangil-dong ở Gangdong-gu, Seoul và Ga Hanam Geomdansan ở Hanam-si, Gyeonggi-do. Nó được điều hành bởi Tàu điện ngầm vùng thủ đô Seoul tuyến 5 và được kết nối trực tiếp với tuyến chính của Tàu điện ngầm Seoul tuyến 5 tại Ga Sangil-dong. Hướng di chuyển là bên phải.

## Lịch sử
- 29 tháng 9 năm 2014 : Khởi công đoạn Sangil-dong ~ Hanam Pungsan
- 31 tháng 7 năm 2015: Khởi công đoạn Hanam Pungsan ~ Hanam Geomdansan
- 29 tháng 5 năm 2019 : Tên ga khu vực Hanam-si được xác nhận[1]
- 26 tháng 12 năm 2019: Xác nhận tên ga khu vực Seoul[2]
- 8 tháng 8 năm 2020: Khai trương Sangil-dong ~ Hanam Pungsan, ga Gangil[3][4][5]
- 27 tháng 3 năm 2021: Khai trương phần Hanam Pungsan ~ Hanam Geomdansan

## Bản đồ tuyến
|  |  |  |

|  |  |  |

|  |  |  |

|  |  |  |

|  |  |  |

|  |  |  |

|  |  |  |

|  |  |  |

|  |  |  |

|  |  |  |

|  |  |  |

|  |  |  |

|  |  |  |

|  |  |  |

|  |  |  |

|  |  |  |

|  |  |  |

|  |  |  |

## Ga
| Số ga                                            | Tên ga                                           | Tên ga                                           | Tên ga                                           | Chuyển tuyến                                     | Khoảng cách                                      | Tổng khoảng cách                                 | Vị trí                                           | Vị trí                                           |
| Số ga                                            | Tiếng Việt                                       | Hangul                                           | Hanja                                            | Chuyển tuyến                                     | Khoảng cách                                      | Tổng khoảng cách                                 | Vị trí                                           | Vị trí                                           |
| ↑ Tàu điện ngầm Seoul tuyến 5 Hướng đi Ga Godeok | ↑ Tàu điện ngầm Seoul tuyến 5 Hướng đi Ga Godeok | ↑ Tàu điện ngầm Seoul tuyến 5 Hướng đi Ga Godeok | ↑ Tàu điện ngầm Seoul tuyến 5 Hướng đi Ga Godeok | ↑ Tàu điện ngầm Seoul tuyến 5 Hướng đi Ga Godeok | ↑ Tàu điện ngầm Seoul tuyến 5 Hướng đi Ga Godeok | ↑ Tàu điện ngầm Seoul tuyến 5 Hướng đi Ga Godeok | ↑ Tàu điện ngầm Seoul tuyến 5 Hướng đi Ga Godeok | ↑ Tàu điện ngầm Seoul tuyến 5 Hướng đi Ga Godeok |
| ------------------------------------------------ | ------------------------------------------------ | ------------------------------------------------ | ------------------------------------------------ | ------------------------------------------------ | ------------------------------------------------ | ------------------------------------------------ | ------------------------------------------------ | ------------------------------------------------ |
| 553                                              | Sangil-dong                                      | 상일동                                           | 上一洞                                           |                                                  | -                                                | −0.2                                             | Seoul                                            | Gangdong-gu                                      |
| 554                                              | Gangil                                           | 강일                                             | 江一                                             |                                                  | 0.7                                              | 0.5                                              | Seoul                                            | Gangdong-gu                                      |
| 555                                              | Misa                                             | 미사                                             | 渼沙                                             |                                                  | 1.7                                              | 2.2                                              | Gyeonggi-do                                      | Hanam-si                                         |
| 556                                              | Hanam Pungsan                                    | 하남풍산                                         | 河南豊山                                         |                                                  | 2.0                                              | 4.2                                              | Gyeonggi-do                                      | Hanam-si                                         |
| 557                                              | Tòa thị chính Hanam                              | 하남시청                                         | 河南市廳                                         |                                                  | 1.4                                              | 5.6                                              | Gyeonggi-do                                      | Hanam-si                                         |
| 558                                              | Hanam Geomdansan                                 | 하남검단산                                       | 河南黔丹山                                       |                                                  | 1.6                                              | 7.2                                              | Gyeonggi-do                                      | Hanam-si                                         |